# Hugo Silveira
Hugo Gabriel Silveira Pereira (Montevideo, Uruguay; 23 de mayo de 1993) es un futbolista uruguayo que juega como delantero en Cerro Largo de la Primera División de Uruguay.

## Trayectoria

### Club Atlético Cerro
Debutó en la máxima categoría el 1 de diciembre de 2012, contra Bella Vista, ingresó al minuto 85 y ganaron 2 a 0. En su primera temporada como profesional, jugó 6 partidos, se afianzó como titular en los últimos 3.
Convirtió su primer gol el 18 de agosto de 2013 en el Tróccoli, se enfrentaron a Wanderers y ganaron 3 a 1.
En sus siguientes 3 temporadas, se consolidó en el ataque de Cerro, club que se destacó en el Torneo Apertura 2015, instancia en la que finalizaron terceros.
Hugo disputó 85 partidos, convirtió 18 goles y brindó 13 asistencias.

### Club Nacional de Football
El 1 de julio de 2016, fue fichado por Nacional, equipo que pagó 600.000 dólares por el 50% de su pase a Cerro. El 2 de octubre, Hugo anotó su primer gol con Nacional, fue en la sexta fecha del torneo, contra Villa Española en el Estadio Centenario, gracias a su tanto ganaron 1 a 0.
El 9 de marzo de 2017 debutó a nivel internacional, fue titular contra Lanús en el primer partido de la fase de grupos de la Copa Libertadores, jugaron en La Fortaleza de Buenos Aires, al minuto 25 Hugo vulneró la portería rival para anotar el primer gol del encuentro, significó los 3 puntos.
El 3 de julio de 2019 y en común acuerdo rescinde su contrato con la institución Tricolor y pasa a ser agente libre.

## Estadísticas

### Clubes
| Club                  | País       | Año           | Partidos | Goles | Promedio |
| --------------------- | ---------- | ------------- | -------- | ----- | -------- |
| Cerro                 | Uruguay    | 2012-2016     | 85       | 18    | 0.21     |
| Nacional              | Uruguay    | 2016-2017     | 51       | 11    | 0.22     |
| Kairat Almaty         | Kazajistán | 2018          | 16       | 4     | 0.25     |
| Tigre                 | Argentina  | 2018-2019     | 11       | 4     | 0.36     |
| Patronato             | Argentina  | 2019-2020     | 12       | 3     | 0.25     |
| Querétaro Fútbol Club | México     | 2020-2021     | 29       | 9     | 0.31     |
| Ñublense              | Chile      | 2021          | 8        | 0     | 0        |
| Rentistas             | Uruguay    | 2022          | 24       | 7     | 0.29     |
| Cerro Largo           | Uruguay    | 2023-2024     | 47       | 15    | 0.32     |
| Racing                | Uruguay    | 2024-presente | 5        | 0     | 0        |

### Resumen estadístico
| Competición           | Partidos | Goles | Promedio |
| --------------------- | -------- | ----- | -------- |
| Liga                  | 139      | 33    | 0,23     |
| Copas nacionales      | 6        | 1     | 0,16     |
| Copas internacionales | 8        | 2     | 0,25     |
| Total                 | 153      | 36    | 0,23     |

- Actualizado el 2 febrero de 2019.

## Palmarés

### Títulos nacionales
| Título              | Club     | País      | Año  |
| ------------------- | -------- | --------- | ---- |
| Campeonato Uruguayo | Nacional | Uruguay   | 2016 |
| Torneo Intermedio   | Nacional | Uruguay   | 2017 |
| Copa Superliga      | Tigre    | Argentina | 2019 |